# Mowbrow Golf Club
De Mowbrow Golf Club is een golfclub in Kaapstad, Zuid-Afrika, dat opgericht werd in 1930. H. Morcom was de golfbaanarchitect en bouwde een 9 holesbaan, dat in 1964 uitgebreid werd tot een 18 holesbaan.
In 1930, een groep van jonge golfers verlieten de Launceston Golf Club en op 21 mei 1930 werd de Mowbray Golf Club officieel geopend. In 1955 besloot de golfclub om van een 9-holes golfbaan uit te breiden tot een 18-holes, dat in eind 1964 voltooid werd.

## Golftoernooien
- Bell's Cup: 1991-1993
- South African Championship: 1932, 1960, 1971, 1975, 1978 & 1987
- Western Province Open